# YENA☆
YENA☆（イエナ）は、8人のメンバーからなる明石市のご当地アイドルユニット。2013年7月結成。明石市のケーブルテレビ局、明石ケーブルテレビによってプロデュースされている。『ご当地アイドル殿堂入り』の称号を持つ。

## 概要
YENA☆というユニット名は、明石市立天文科学館にあるプラネタリウムの製造元カール・ツァイス・イエナ社（ドイツ語: Carl Zeiss Jena）にちなむ。

## メンバー

### 現メンバー
| 名前     | 色   | 備考 |
| -------- | ---- | ---- |
| ケイナ   | 黄緑 |      |
| シオン   | 緑   |      |
| ヴィヴィ | 黄   |      |
| メル     | 水   |      |
| ユイ     | 青   |      |
| ララ     | 橙   |      |
| ノア     | 赤   |      |

### 元メンバー
| 名前   | 備考 |
| ------ | ---- |
| みお   | 紫   |
| まき   | 赤   |
| かなこ | 緑   |
| さえ   | 桃   |
| ゆりあ | 黄   |
| りりか | 青   |
| りこ   | 橙   |
| あんび | 桃   |
| きあん | 赤   |
| くれは | 紫   |
| あす   | 桃   |
| なる   | 緑   |
| もな   | 青   |
| ひかり | 橙   |
| マリン | 紫   |
| エマ   | 赤   |
| レン   | 桃   |